# Carlos Babington
Carlos Alberto Babington (Buenos Aires, 20 settembre 1949) è un dirigente sportivo, allenatore di calcio ed ex calciatore argentino, di ruolo attaccante.
Era soprannominato El Inglés (in lingua italiana l'inglese).
Insieme a Beckenbauer, Bernabéu e Passarella, è l'unico giocatore ad essere stato anche allenatore e presidente della stessa squadra (Huracan).

## Carriera
Inizia la sua carriera nell'Huracán nel 1969, vincendo il campionato metropolitano nel 1973.
Dopo aver disputato i Mondiali 1974 si trasferisce in Germania, nelle file del Wattenscheid. In Germania resta fino al 1979, sommando 120 gare e 46 reti. In quell'anno torna in Argentina, e di nuovo nell'Huracán, dove gioca fino al 1982. In tutto, nelle otto stagioni in tale squadra somma 305 partite e 126 gol.
A 33 anni accetta una breve esperienza in terra statunitense, in Florida, nelle file del Tampa Bay Rowdies. Qui vi resta una stagione, poiché nel 1983 dà l'addio al calcio giocato. In Nazionale ebbe poco spazio: solo 13 presenze e 2 reti. Nel 1987 partecipò, come giocatore, al Campionato mondiale di calcio over 35, torneo per vecchie glorie detto anche Coppa Pelé. In quell'edizione vinse proprio l'Argentina, battendo il Brasile in finale per 1-0.
In seguito allenerà l'Huracan, tra il 1988 e il 1991, e nel 2005 ne diverrà presidente.

## Palmarès

### Giocatore

#### Competizioni nazionali
- Campionato argentino: 1

Huracán: 1973

### Allenatore

#### Competizioni nazionali
- Primera B Nacional: 2

Huracán: 1989-1990, 1999-2000